# Guangxu
L'emperador Guangxu o Kwan-su (xinès tradicional: 光緒, xinès simplificat: 光绪, pinyin: Guāngxù, Wade-Giles: Kuang-hsü) (14 d'agost de 1873 - 14 de novembre de 1908) va ser un emperador xinès de la dinastia Qing, que va regnar sota la tutela de la seua tia, l'emperadriu regent Cixi, qui exercí una política xenòfoba, que va concloure amb la intervenció militar de les potències europees, Japó i Estats Units el 1900. Morí el 1908, i fou succeït per Puyi.
Sempre va tenir un caràcter feble. Va haver de defensar un imperi en decadència assetjat per les potències occidentals i sobretot pel creixent imperi japonès que havia ja començat la seua expansió. La seua relació amb l'emperadriu Cixi va ser sempre molt íntima, ja que la va estimar com una mare durant la seua vida.
A la dècada del 1860, la dinastia Qing havia vençut revoltes amb l'ajuda de la milícies organitzades. El govern Qing llavors procedir a ocupar-se del problema de la modernització, que va procurar amb el Moviment d'auto-enfortiment, però als deu anys dins del regnat de l'emperador Guangxu la pressió occidental a la Xina era tan gran l'emperador es va veure forçat a donar-los tota mena de poders a través dels tractats desiguals. Dins de les reformes, es van formar diversos exèrcits modernitzats incloent l'Exèrcit Beiyang.

La derrota en la guerra amb el Japó (1895) que va acabar amb el Tractat de Shimonoseki, va tornar a posar en evidència la necessitat de noves reformes. Els polítics més occidentalistes van proposar que calia estudiar les tècniques occidentals per poder aplicar-les a la Xina, i sota el seu impuls es van traduir una bona quantitat d'obres científiques, tècniques i polítiques d'Occident. Per la seva banda els més reformistes com Kang Youwei creien que el retard del país no es podria modificar únicament amb mesures científiques o tècniques i que era necessari abordar reformes de caràcter polític.

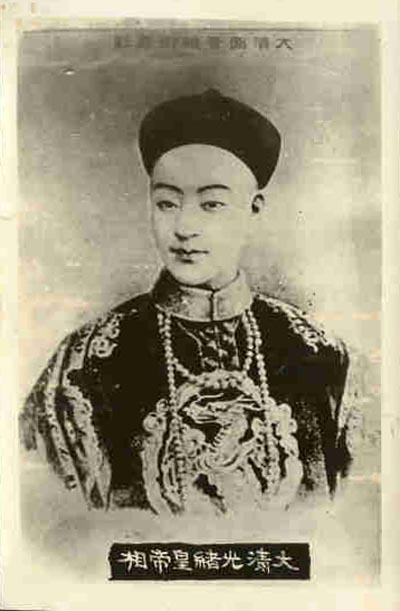
Emperador Guangxu

 L'intent de reforma va durar des de l'11 de juny fins al 21 de setembre de 1898. Durant aquest període Kang Youwei va enviar a l'emperador Guangxu una sèrie de peticions de reforma i la proposta de convertir la Xina en una monarquia constitucional, seguint el model que van aplicar els japonesos en els canvis de la restauració Meiji, i que en una part Kang Youwei i els seus seguidors ja havien assajat a la província de Hunan.
La rebel·lió dels bòxers, basada en una rebel·lió de membres dels grups més conservadors, descontents amb la gran influència i poder que estaven prenent les companyies occidentals a la Xina. Els bòxers van protagonitzar moviments violents i atemptats contra les delegacions occidentals. La conseqüència més directa va ser el setge de Pequín de 1900 per les tropes occidentals, que va obligar el mateix emperador Guangxu i sa tia a fugir de la Ciutat Prohibida cap a Xi'an per tal de salvar la vida. Poc temps després d'això, l'emperador que encara no arribava als 40 anys, sumit en una profunda depressió, desconsol i esgotament anímic per tot el que estava ocorrent a la Xina, va morir. Minuts després de la seua mort, l'emperadriu Cixi trià successor al tron a un membre de la família real que només tenia tres anys, Puyi.
Els esdeveniments d'aquesta època, des d'un punt de vista occidental, foren plasmats en la novel·la Homes de Déu de Pearl Buck. En 2008, Anchee Min va publicar L'última emperadriu, on es mostra de forma clara el regnat de l'emperador Guangxu als ulls de l'emperadriu Cixi i el tipus de relació que van tenir tia-nebot fins a la mort de l'emperador.